# Luis Maldonado de Guevara
Luis Maldonado de Guevara y Fernández de Ocampo (Salamanca, 7 de junio de 1860-Madrid, 21 de julio de 1926) fue un jurista, escritor, diputado, senador, profesor y rector de la Universidad de Salamanca.

## Biografía
Nació el día del Corpus del año 1860, en la residencia de su familia, el palacio de Valdegamas. Descendía por vía paterna de Melchor de Macanaz y del que fuera ministro de Carlos IV, Pedro Macanaz. Su padre fue un hacendado que había llegado a ser alcalde de Salamanca unos años y su tío Joaquín Maldonado Macanaz fue catedrático en la Universidad Central. Su madre, Joaquina Fernández de Ocampo y Kennel, natural de Madrid, falleció tempranamente. Su hijo, Francisco Maldonado de Guevara y Andrés, sería catedrático en la Universidad de Salamanca y posteriormente en la de Madrid.
Estudió la secundaria y el bachillerato en Salamanca y en Madrid dos años de ingeniería de caminos antes de decidirse por volver a Salamanca y cambiarse a la carrera de Derecho; allí se licenció en 1885 y en la Central se doctoró in utroque en 1887. Ya había empezado a dar clases en Salamanca en 1886. Fue nombrado catedrático por oposición de Historia General del Derecho de la universidad de Zaragoza, en 1899 y el 17 de noviembre de ese mismo año pasó a la cátedra de Derecho civil, español, común y foral de la Universidad de Valladolid; meses más tarde, el 10 de abril de 1900, pasó por permuta a ocupar la misma cátedra en la Universidad de Salamanca. Fue nombrado rector el 29 de noviembre de 1918. Fue un miembro destacado del Partido Conservador salmantino, diputado por Salamanca (en 1899, en 1903, en 1905 y en 1907) y senador por Salamanca y la Universidad (en 1910, 1914, 1916, 1918, 1919, 1921) durante la Restauración. El 14 de junio de 1905 fue nombrado subsecretario de la Presidencia del Consejo de Ministros y consejero de Instrucción Pública en 1916.
Durante su rectorado fue un gran defensor del proceso autonomista de César Silió. Mantuvo una amistad muy estrecha con Miguel de Unamuno, al que defendió cuando fue expulsado de su cátedra por la dictadura de Primo de Rivera, dimitiendo además el 21 de mayo de 1921. Sin embargo, volvió a ser nombrado rector el 31 de agosto de 1922. Tomó posesión el 11 de septiembre, ocupando la rectoría hasta el 24 de enero de 1923 en que nuevamente presentó su dimisión.

## Obras
- Las querellas del ciego de Robliza, (con prólogo de Miguel de Unamuno), Salamanca, 1894.[4]
- Discurso pronunciado en la escuela de Nobles y Bellas Artes de San Eloy de Salamanca en la apertura de curso 1901-1902, Salamanca, 1901.
- “La Goliza de Alizán”, en Blanco y Negro, n.º 591 (1902), n.º 592 (1902).
- Elogio de Dorado Montero y otros catedráticos de Salamanca. Oración inaugural del curso 1919 a 1920 en la Universidad de Salamanca, Salamanca, 1919.
- Discurso leído ante SS. MM. los Reyes Don Alfonso y Doña Victoria Eugenia en el acto solemne celebrado con ocasión del doctoramiento “Honoris Causa” de Santa Teresa de Jesús por la Universidad de Salamanca el 6 de octubre de 1922, Salamanca, 1923.
- Antología de las obras de D. Luis Maldonado, Salamanca, 1928.
- Del campo y de la ciudad, (con prólogo de Miguel de Unamuno), Salamanca, 1932 (2ª ed.).
- De “Mis memorias”. Estampas salmantinas, 2 vols., Salamanca, 1986.
- Don Quijote en los estudios de Salamanca, Salamanca, Universidad de Salamanca, 2005.
- La farsa de Matallana drama en tres actos inspirado en la famosa tragicomedia de "La desdichada Estefanía" de Lope de Vega, 1927
- La verdad, imposible. Comedia en tres actos Salamanca: Imp. y Librería de Francisco Núñez Izquierdo, 1922
- La montaraza de Olmeda. Drama en tres actos Madrid: Sociedad de Autores Españoles, 1908
- El pantano de Elisa. Novela ejemplar, 1907.
- Del campo y de la ciudad... con un vocabulario de voces salmantinas, con prólogo de Miguel de Unamuno, Salamanca, 1973.
- Prolusión de un curso de Derecho Civil. Salamanca, 1902.